# تاریخ ونکوور

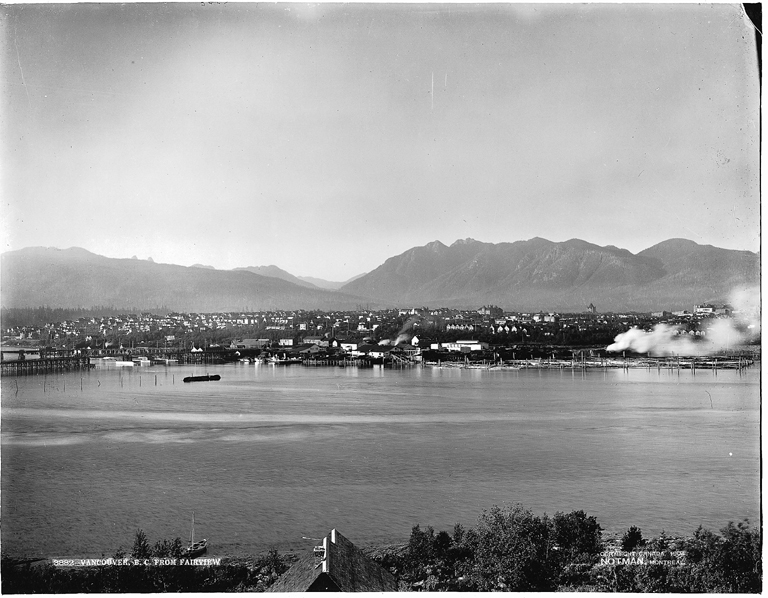
چشم‌انداز مرکز شهر ونکوور از محله فیرویو در سال ۱۹۰۴

تاریخ ونکوور (انگلیسی: History of Vancouver)؛ ونکوور شهری در بریتیش کلمبیای کانادا است که با قرار گرفتن در نزدیکی دهانه رود فریزر و بر آبراه تنگه جورجیا، آبراه هاو، خلیج بورارد و انشعابات آن، برای هزاران سال مکانی برای ملاقات، تجارت و مسکن بوده‌است.
حضور مردم در جایی که به آن لاور مینلند بریتیش کلمبیا می‌گویند به ۸۰۰۰ تا ۱۰۰۰۰ سال هنگامی که یخچال عصر یخ‌بندان شروع به آب شدن کردند، می‌رسد. در منطقه‌ای که در میان محلی‌ها به سُله تِمِخو (S'ólh Téméxw) معروف است، شواهد باستان‌شناسی از اردوی فصلی (منطقه گلنروز کانری) نزدیک به دهانه رود فریزر که از آن زمان باقی‌مانده، یافت شده‌است.
اولین کاشفان اروپایی منطقه کاپیتان اسپانیایی خوزه ماریا ناروائز در ۱۷۹۱ و کاپیتان ناو بریتانیایی جورج ونکوور در ۱۷۹۲ بوده‌اند. اروپایان تا یک قرن بعد در سال ۱۸۶۲ در این منطقه مستقر نشدند. شهر با اتمام خط سراسر قاره‌ای راه‌آهن پاسیفیک کانادین (CPR) که خدمات ریلی خود را در اواخر دهه ۱۸۸۰ شروع کرد، به سرعت رشد کرد. حضور مهاجران چینی در منطقه به دنبال اتمام CPR به شدت افزایش یافت. موج بعدی مهاجرت در ابتدا از اروپای غربی و سپس با ایجاد خطوط هوایی جهانی از آسیا و دیگر نواحی جهان بود.

## بومیان
بومیان ساحل شمال غرب اقیانوس آرام ساکنان اصلی آن چیزی هستند که به ونکوور معروف است. شهر در قلمرو سنتی سه قبیله سالیش ساحلی به نام‌های اسخوخومیش (اسکوامیش)، تسلیل ووتوت و ماسکویم (از ماسکی علفی خوردنی که در دریا رشد می‌کند) بود. در سواحل جنوبی ونکوور در راستای رود فریزر قبیله ماسکویم با اجتماع اصلی خود زندگی می‌کرد. در منطقه فالس کریک و خلیج بورارد، اسخوخومیش‌ها تا این زمان هم در دهکده‌های بیشماری در شمال ونکوور زندگی می‌کنند، که قلمرو آن‌ها از آبراه هاو و از بالا از شهر ویستلر جدا است. پایین‌تر از خلیج بورارد، اجتماع اصلی تسلیل ووتوت است. تسلیل ووتوت و ماسکوییم به صورت تاریخی به لهجه‌ای از زبان هالکوملم صحبت می‌کنند. در حالی که زبان اسخوخومیش متفاوت است ولی با آن ارتباطی دارد. زبان آن‌ها بسیار به همسایگان شیشالهی آن‌ها در سِشِلت نزدیک است. به صورت تاریخی، منطقه‌ای که ونکوور در آن قرار دارد، مکانی برای تجمع غذا و مواد بوده‌است.
روستای ماسکوییم در دهانه رود فریزر به ۳۰۰۰ سال پیش بازمی‌گردد. زیست‌بوم ونکوور با پوشش گیاهی فراوان و تنوع حیوانی منطقه را از نظر غذایی و مواد غنی کرده و این قبایل را برای ۱۰۰۰۰ سال تقویت کرده‌است. در زمان حضور اولیه اروپاییان، اسخوخومیش روستاهایی در مناطقی در ونکوور امروزی ماننداستنلی پارک، کیتسیلبانو، منطقه فالس کریک و خلیج بورارد داشت. گفته می‌شود که در زمان ورود جورج ونکوور در ۱۷۹۲ قبیله تسلیل ووتوت نیز در خلیج بورارد زندگی می‌کردند. بزرگترین روستاها در خملچستن (گاهی هومولچسان ترجمه می‌شود)، نزدیک دهانه رود کاپپیلانو و تقریباً زیر جایی که هم‌اکنون پای شمالی پل لایونز گیت (دروازه شیران) قرار دارد و در موسکیم قرار داشت. خمایخی روستایی در استنلی پارک (در منطقه کمان لامبرمن) بود. با تأسیس میسیون کاتولیکی در روستای اسلهاوان نزدیک رود موسکیتو اجتماع بزرگ دیگری از اسخوخومیش در آنجا به وجود آمد. در امتداد فالس کریک در پای جنوبی پل بورارد، در روستای دیگری به نام سناکو هم‌زمان اجتماع بزرگی زندگی می‌کرد و که هنگام استعمار خانه آگوست جک خانساهلانو رئیس قبیله اسخوخومیش در آنجا بود.
بومیان ساحل شمال غربی به سطح بسیار بالایی از پیچیدگی فرهنگی در زمینه جمع‌آوری غذا رسیده بودند. بنابر نوشته‌های بروس مک‌دونالد در ونکوور تاریخچه بصری: «سیستم اقتصادی آنها تشویق کننده کار سخت، تجمع ثروت و پایگاه و توزیع دوباره آن بود». روستاهای زمستانی در ونکوور از خانه‌های چوبی با الوارهای سدر قرمز ساخته می‌شدند. اجتماعات عمومی به نام پتلاچ در ماه‌های تابستان و زمستان که قدرت ارواح فعال می‌شد، برگزار می‌شد. این مراسم بخشی مهم از حیات اجتماعی و معنوی قبیله بود.

## اکتشاف و استقرار اروپاییان
کاپیتان اسپانیایی خوزه ماریا ناروائز اولین اروپایی بود که تنگه جورجیا را در ۱۷۷۱ کشف کرد. او در پوینت‌گری به خشکی نشست و وارد خلیج بورارد شد. سال بعد ناخدای نیروی دریایی بریتانیا جورج ونکوور (۱۷۵۷–۱۷۹۸) هیئت اسپانیایی دیونیزیو آلکالا-گالیانو و کایتانو والدس فلورس را در پوینت‌گری ملاقات کرد و با هم به اکتشاف بیشتر تنگه جورجیا پرداختند. ونکوور همچنین آبراه پوجت را حاضر در سیاتل کنونی کشف کرد. ونکوور با رسیدن به شهر کنونی ونکوور همراه با پیتر پوژت قبل از اسپانیایی‌ها در قایق‌های کوچک به نقشه‌برداری پرداخت. آن‌ها در ابتدا در پوینت‌گری به خشکی رسیدند که پوژت به صورت غیررسمی آن را دماغه صبحانه دم ظهر نامید. نام انتخابی پوژت در سال ۱۷۸۱ به بخش جنوب غربی پوینت گری گذاشته شد. http://apps.gov.bc.ca/pub/bcgnws/names/17001.html
سایمون فریزر اولین اروپایی بود که از طریق خشکی در ۱۸۰۸، از طریق رودی به نام خودش، به منطقه رسید. با وجود تأثیر یورش جویندگان طلا فریزر در سال‌های ۱۸۵۸–۵۹، استقرار در خلیج بورارد و خلیج انگلیسی تا قبل از دهه ۱۸۶۰ وجود نداشت که بخش بزرگی از آن به علت کمبود علاقه به منطقه بوده‌است، زیرا دسترسی به ورودی بریتیش کلمبیا از شهر نیو وستمینستر و رود فریزر بوده که روسای قبیله اسخومومیش در آنجا قدرت داشتند. در ۱۹۵۹، روبرت برنابی و موبرلی در منطقه‌ای که اکنون در ونکوور کول هاربر (بندر زغال‌سنگ) نام دارد، در جستجوی زغال‌سنگ به تفحص پرداختند. آن‌ها عموماً با بومیان کنار می‌آمدند. روبرت برنابی نوشته‌است که «وقت [اضافه] ما با کشف هر آنچه که در درون و بیرون این خلیج بود سپری می‌شد، که پیشگویی می‌کنم که در آینده یکی از بزرگترین میعادگاه‌ها و مراکز تجارت در این گوشه دنیا خواهد شد.» (نامه‌ای به خانواده‌اش در ۳۱ اوت ۱۸۵۹ که اصل آن در موزه روستای برنابی است) اولین اسکان غیر بومیان در محدوده شهر ونکوور در مزرعه مک‌کلیری در ۱۸۶۲ بود که اکنون به ساوتلند معروف است.

## رشد اولیه
چوب‌بری صنعت ابتدایی امتداد خلیج بورارد که اکنون بندر دریایی ونکوور است، بود. اولین کارخانه چوب‌بری فعالیت خود را در ۱۸۶۳ در مودی‌ویل شروع کرد، یک محله طرح‌ریزی‌شده که به وسیله کارآفرین چوبری آمریکایی سوئل سو مودی ساخته شده بود و در ۱۹۱۵ به یک شهر توسعه یافت و ونکوور شمالی نام‌گذاری شد. نام مودی‌ویل هم‌چنان برای محدوده لانزدیل سفلی استفاده می‌شود البته بیشتر عنوانی بازاری است تا اینکه استفاده عمومی داشته یاشد (مودی‌ویل درست چند بلوک با شرق فاصله دارد). اولین صادرات الوار در ۱۸۶۵ انجام شد که به استرالیا فرستاده شد. در ۱۸۶۷، اولین کارخانه چوب‌بری در ساحل جنوبی خلیج بورارد، کارخانه استمپ، تولید الوار را در خیابان دانلوی در ونکوور کنونی شروع کرد. قرار بود که مکان کارخانه در اصل در بروکتون پوینت (اسنتلی پارک کنونی) باشد که به علت نزدیکی جریان‌ها و مکان‌ها کم‌عمق ساخت اسکله در آنجا غیر عملی تشخیص داده شد. بزرگترین درختان جهان در امتداد سواحل جنوبی فالس کریک و خلیج انگلیسی رشد می‌کرد و (در میان محصولات مختلف) می‌توان به دکل ناوگان کشتی‌های بادبانی و شناورهای بزرگ ناوگان دریایی پادشاهی اشاره کرد. یکی از فروش‌های مشهور درختان قطع‌شده در هم‌سایگی جریچو (غرب کیتسیلانو)، سفارشی ویژه از امپراتوری چین بود که شامل ده‌ها تیرک عالی برای ساخت دروازه صلح بهشتی در شهر ممنوعه بود. کارگران و چوب‌بران از نقاط مختلفی – اغلب اسکاندیناوی و بومیان نوتکاسی- بودند که برای کمک به صنعت محلی صید نهنگ نیز به خلیج می‌آمدند. در ابتدا اسخوخومیش‌ها در کارخانه‌ها کار نمی‌کردند.
در ۱۸۶۷، جان (جک) دیتون، ناخدای سابق کشتی رودخانه‌ای، سالن کوچکی (۲۴ در ۱۲ فوت) در ساحل در یک مایلی غرب کارخانه چوب‌بری، جایی که محدوده کارخانه و سیاست‌های خشک آن به پایان می‌رسید، ساخته بود. سالن او مشهور بود و راهی به خوبی پوشیده‌شده بین کارخانه و ساخته شده بود که همان خیابان الکساندر در ونکوور امروزی است. لقب دیتون، گاسی جک، به دلیل شناخته شدن او به زیاد حرف زدن یا وراج بودن (gassy) بوده‌است. افرادی شروع به زندگی در نزدیکی سالن کرده و محله به سرعت به شهر گاسی معروف شد که آن نیز به گاس‌تاون خلاصه شد. در ۱۸۷۰، دولت مستعمراتی بریتیش کلمبیا به رشد مستعمره توجه کرد و ممیزی را برای ایجاد منطقه اداری شهری به نام گرانویل، به افتخار وزیر مستعمراتی بریتانیا، لرد گرانویل ارسال کرد که با این حال محله هنوز به نام گاس‌تاون مشهور بود (که این نام هم‌اکنون نیز برای این قسمت از شهر به کار می‌رود).
منطقه شهری جدید در یک بندر طبیعی واقع شده بود و به همین دلیل راه‌آهن کانادین پاسیفیک آن را به عنوان پایانه انتخاب کرد. راه‌آهن درون قاره‌ای به وسیله دولت کانادا و مدیریت نخست‌وزیر، سر جان ا. مک‌دونالد اجرا می‌شد و شرط ورود بریتیش کلمبیا به کنفدراسیون در ۱۸۷۱ بود. رئیس CPR، ویلیام ون‌هورن بر این اعتقاد بود که گرانویل به دلیل ارتباط داشتن با نام گاوس‌تاون نام مناسبی برای پایانه جدید نیست و موکداً پیشنهاد می‌کرد که «ونکوور» نام بهتری است زیرا مردم در تورنتو و مونترال می‌دانند که جزایر ونکوور کجاست، اما چیزی در مورد گرانویل نمی‌دانند. با این نام جدید، شهر در ۶ آوریل ۱۸۸۶ تأسیس شد. سه ماه بعد در ۱۳ ژوئن، آتشی بزرگ، قسمت عمده شهر را در انتداد سواحل باتلاقی خلیج بورارد در ۲۵ دقیقه نابود کرد. آتش‌سوزی بزرگ ونکوور که شهر را نابود کرد، به تدریج سودمند دیده شد زیرا شهر با سیستم‌های آبرسانی، برق و تراموا مجدداً ساخته شد.
همه چیز به سرعت پس از آتش‌سوزی بازیابی شد، اگرچه جشن‌های روز ممالک مشترک‌المنافع برای راه انداختن افتتاحیه CPR به سال بعد موکول شد. اولین قطار منظم درون قاره‌ای از مونترآل در ژوئیه ۱۸۸۶ به ایستگاهی موقتی در پورت مودی رسید و در مه ۱۸۸۷ به ونکوور خدمات داد. آن سال جمعیت ونکوور ۵۰۰۰ بود که در ۱۸۹۲ به ۱۵۰۰۰ نفر رسید و در ۱۹۰۰، ۱۰۰۰۰۰ نفر جمعیت داشت.
بندر ونکوور با توجه به موقعیت کلیدی آن در جاده تمام سرخ که شبکه جهانی امپراتوری بریتانیا را پوشش می‌داد، ترکیب کشتی بخاری و راه‌آهن CPR که زمان کشتی‌رانی بین شرق و لندن را به شدت می‌کاست و شهر جدیدی که تبدیل به گره‌ای برای قسمت عمده سرمایه‌گذاری چشمگیر بین بریتانیا و آلمان شده بود، از نظر جهانی با اهمیت شد. بعد از اتمام کانال پاناما، اگرچه در اصل با به وجود آمدن راه ترجیحی جدیدی از آسیا به اروپا به ترافیک دریایی ونکوور ضربه زده شدو همچنین نرخ بار کشتی در دهه ۱۹۲۰ کاهش یافت، اما با ارسال گندم کانادا به اروپا از طریق ونکوور علاوه بر خط کشتی‌رانی به شرق، شهر همچنان زنده ماند.

## ۱۹۰۰ تا ۱۹۴۰
با افتتاح کانال پاناما در ۱۹۱۴، بندر ونکوور به علت موقعیت آن به عنوان مسیر جانشین به اروپا، توانست با بندرهای بین‌المللی مهم تجارت جهانی رقابت کند. در دهه ۱۹۲۰، دولت ایالتی با موفقیت برای در اختیار داشتن نرخ‌های بار کشتی و ممتاز شناخته‌شدن آن‌ها در مقابل کالاهای انتقالی از کوهستان به وسیله راه‌آهن مبارزه کرد و این دادخواست را به وکیل جوان گری مک‌گیر سپرد که به هموارکننده کوه‌های راکی مشهور شد. متعاقباً گندم کانادا به جای اینکه از بندرهای شرقی بار شود از ونکوور ارسال می‌شد. دولت فدرال کمیسیون بندر ونکوور را در ۱۹۱۳ برای نظارت بر توسعه بندر ایجاد کرد. با اتمام آن در ۱۹۲۳، بالانتین پیر پیشرفته‌ترین بندر در امپراتوری بریتانیا بود. CPR، صادرکنندگان الوار و دیگر شرکت‌ها بر اساس اسکله بعد از جنگ جهانی اول با یکدیگر متحد شدند و فدراسیون کشتی‌رانی بریتیش کلمبیا را به عنوان اتحادیه کارفرمایان برای مدیریت روابط صنعتی در اسکله را تأسیس کردند. فدراسیون با سر و صدای زیادی در مقابل متحد شدن و شکستن اعتصاب‌ها و اتحادیه‌های مختلف مبارزه کرد تا اینکه باربران اسکله پس از جنگ جهانی دوم اتحادیه ILWU را تأسیس کردند. در دهه ۱۹۳۰، ترافیک تجاری بندر بزرگترین بخش اقتصادی ونکوور شد.

### مجادلات اجتماعی
اگرچه اقتصاد ایالتی منبع محور رشد ونکوور را میسر ساخت، اما با این وجود در مقابل بوالهوسی کارگران سازمان یافته ایمن نبود. دو اعتصاب عمومی در سال‌های پس از جنگ جهانی اول به وسیله گروه‌های کارگری ایجاد شد که اعتصاب اول عمومی کانادا به مرگ عضو اتحادیه صنفی، جینجر گودوین، منجر شد. بحران‌های عمده اقتصادی در اواخر دهه ۱۸۹۰، ۱۹۱۹، ۱۹۲۳ و ۱۹۲۹ به شدت به شهر ضربه زد که مورد آخر علاوه بر ایجاد مشکلات به درگیری‌های اجتماعی نیز منجر شد. به‌طور خاص جمعیت جدید و رو به رشد آسیایی مورد تبعیض و همچنین قیام‌های دوره‌ای در اعتراض به ورود آن‌ها بود.
مشخص‌ترین مورد در این زمینه شورش ۱۹۰۷ بود که توسط گروه اخراج آسیایی‌ها تشکیل یافته بود گروهی که کارگران متشکل تحت تأثیر همکاران خود در سانفرانسیسکو تشکیل داده بودند.
اما تبعیض نسبت به اشاره به چنین وقایعی کمتر آشکار بود. می‌توان گفت که بعضی از سیساسمداران و ناشران ایدئولوژی‌های جدلی را از طریق کتاب‌های پرمخاطبی مانند نوشتن بر دیوار اثر ه. گلین-وارد در ۱۹۲۱ و تصرف شرقی بریتیش کلمبیا اثر تام مکین در ۱۹۲۹ گسترش می‌دادند. روزنامه نگارانی مانند ل.د. تیلور از ونکوور ورلد و ویکتور اودلم از استار سرمقاله‌های تحلیلی بسیاری در رابطه «تهدید شرقی» مانند خطر: هفته‌نامه ضد آسیایی منتشر کردند.
این تبعیض مردم بریتیش کلمبیا برای ایمن کردن مرزهای استان بر سیاستمداران برای تصویب قوانین مهاجرتی مانند مالیات سر و قانون اخراج چینیان اثر گذاشت. آنچه که به آب‌وهوای ترس و هیستری در دهه ۱۹۲۰ معروف است، در مورد جنت اسمیت که در آن یک چینی متهم به کشتن همکار زن جوان سفید خود شد، به اوج رسید. شواهد این جنایت احتمالاً بیشتر بر اساس شایعات بود تا حقایق.
جمعیت رو به رشد هندیان و در اصل مذهب سیک، نیز نیازمند مبارزه به وسیله قوانین مهاجرتی بود که در ۱۹۰۸ شروع شد، علی‌رغم این حقیقت که آن‌ها تحت‌الحمایه امپراتوری بریتانیا بودند. این امر در واقعه کوماگاتا مارو در ۱۹۱۴ به اوج رسید که در آن به اکثریت ۳۷۶ مهاجر در کوماگاتا مارو که عمدتاً پنجابی بودند اجازه ورود داده نشد، به این علت که ورود آن‌ها بر اساس قانون مهاجرت نیازمند به این بود که با اجازه عبوری پیوسته از کشور خود وارد شوند.
گروهی از ساکنان هندی الاصل در حمایت مسافران تظاهرات کردند. بعد از شکست در دادگاه قوانین مهاجرت، کشتی در خلیج بورارد باقی‌ماند و مذاکرات در این رابطه ادامه یافت. با طولانی شدن مذاکرات، افسر ارشد مهاجرت ونکوور تلاش کرد که به همراه پلیس ونکوور و دیگر مقامات به زور وارد کشتی شود که آن طور که روزنامه ونکوور سان از آن به عنوان مراسم عزاداری هندویان ذکر کرده، حمله آن‌ها دفع شد. متعاقباً دولت فدرال یک کشتی جنگی فرستاد و پس از امتیازات ایجادشده به وسیله وزیر کشاورزی دولت فدرال که پلیسی از پنتینگتون بود، کشتی راهی شد و پس از بازگشت به هند ۲۰ مسافر در حادثه‌ای پس از اینکه از رفتن به پنجاب سرباز زدند توسط پلیس کشته شدند.

### فساد و سیاست
ونکوور بندر خانگی ملاهت، قایق پنج دکلی ۲۴۶ فوتی که به ملکه ردیف عرق نیشکر معروف بود، با توجه به قانون منع مشروبات الکلی در ایالات متحده به تجارت فعال لیکور به کشور همسایه معروف بود. ل.د. تیلور، که طولانی‌ترین خدمت شهرداری را داشته‌است، پیش از شکست آخرین شکست خود به‌گری مک گیر در ۱۹۳۴ سیاست شهر باز را دنبال می‌کرد. در اصل، سیاست این بود که جرائمی مانند روسپی‌گری، قمار و قاچاق مشروب باید مدیریت شود، به گونه‌ای که پلیس بتواند به سوی جرایم عمده هدایت شود. نتیجه این عمل، علاوه بر این فرضیات که تیلور با جرایم زیرزمینی ساخت و پاخت داشت، نگهداری ناحیه نور قرمز در محله‌های نژادی مختلف مانند محله چینی‌ها، محله ژاپنی‌ها و کوچه هوگان بود که غیر سفیدپوستان را به فساد و جنایت مشهور کرده بود. تیلور در ۱۹۳۴ بزرگترین شکست انتخاباتی که شهر به خود دیده را تجربه کرد که بیشتر به همین علت بود. مک گیر قانونی را تصویب کرد که به موجب آن پس از سال‌ها تبعیت از شهر باز تیلور نسبت به فساد سختگیری شود. متأسفانه سیاست‌گذاری اجتماعات غیر سفیدپوست کلید اصلی اجرای این برنامه بود. حتی ایست اند (استارتکونای امروزی) که ساکنان انگلیسی، ایرلندی و اسکاتلندی آن به محله‌های جدید ثروتمندتر (و سفیدتر) وست اند و شوگنسی منتقل شده بودند، به وسیله WWI تخلیه شد. ایست اند، ناحیه‌ای مسکونی که حول کارخانه هستینگ رشد کرده بود، به امواج موفق مهاجران جدید سپرده شد و به فقر و فساد پیوست.

### توسعه املاک / محلات
اولین مصوبه شورای شهر در اولین جلسه در ۱۸۸۶ درخواست از ارتش برای تحویل زمینی ۱۰۰۰ جریبی برای استفاده به عنوان پارک است. تاریخ‌دانان گفته‌اند که به نظر می‌رسد که این امر کاری عجیب برای شهری تازه متولدشده باشد، چون در آن زمان فضای سبز زیاد بود. با وجود اینکه وست اند به عنوان محله‌ای باکلاس به وسیله زمین خواران متصل به CPR انتخاب شد، آن‌ها نمی‌خواستند که محلات پراکنده در این منطقه به دیگر محلات کارگری و صنعتی رشد کنند. این مصوبه همچنین خبر از شروع فرایندی می‌داد که ساکنان باقی‌مانده از نژادهای مختلف در دهه ۲۰ برای ساخت پارک پیشین به عنوان ساکنان غیرمجاز بیرون رانده شوند. گفته شده‌است که شاید استنلی پارک جدید در طول زمان از هر اثری از اشغال نژادی پاک شد. با این حال، در همان زمان مسئولان پارک شروع به پر کردن آن با مصنوعات بومی‌کردند.
در سال‌های جنگ داخلی، محلاتی کارگری محروم مانند مونت پلیزنت، حومه جنوب ونکوور و گراندویو-وودلند رشد کردند که البته محلات فقیر و بسیار محروم استثنا بودند. حتی وست لند نیز ارزان‌تر شد. توسعه‌دهندگان CPR دوباره به یکباره محلات سفید و ثروتمند را که به وست لند کشیده می‌شدند را جدا کردند. پوینت‌گری به همین خاطر در ۱۹۰۸ به هم پیوسته شد و بلندی‌های شونگسی منحصراً برای ثروتمندترین و برجسته‌ترین شهروندان ساخته شد که دستکم به خرج کردن ۶۰۰۰ دلار برای ساخت خانه‌های جدید نیاز داشت.
این الگوهای جدید تبعیض اقتصادی آشکارا در ۱۹۲۹ که پوینت‌گری و جنوب ونکوور با ونکوور تلفیق شد، حفظ شد. پوینت‌گری شامل محله‌های کنونی آربوتوس بریج، دانبار ساوتلند، کریسدیل و مارپل، اوکریج، شونگسی و ساوت کامبی و جنوب ونکوور شامل محلات کنونی سدر کوتیج، کالینگوود، کیلارنی، ریلی پارک- لیتل مانتین، سانست و ویکتوریا- فریزرویو بود. ویلیام هارولد مالکین اولین شهردار شهر جدید بود که در انتخابات شهرداری ۱۹۲۸ لوییس دنیسون تیلور قهرمان ادغام را شکست داد.

### کسادی بزرگ
بریتیش کلمبیا شاید سخت‌ترین دوران را در کسادی بزرگ در میان استان‌های کانادا داشت. اگرچه ونکوور برای دفع ورشکستگی مدیریت شد اما شهرهای دیگر در لاور مینلد مانند ونکوور شمالی و برنابی آنچنان خوش شانس نبودند. همچنین ونکوور مقصد نهایی هزاران مرد جوان بیکار بود که برای کار وارد کانادا شده بودند. شهر پایان خط بود و سالیان سال به مکه بیکاران مشهور بود بر این اساس که تنها شهری در کانادا است که قبل از اینکه از سرما بمیری، از گرسنگی خواهی مرد. جنگل‌های دوره‌گردان در روزهای اولیه کسادی بزرگ به زودی شروع به پیشرفت کرد. در آنجایی بودند مردان شهرهای کلبه‌ای موقتی از هر آنچه که می‌توانستند پیدا کنند (یا بدزدند) می‌ساختند. بزرگترین این شهرها به دلیل این که غیر بهداشتی شناخته شد، بسته شد. ونکوور همچنین سکوی پرتابی برای اعتصابات کمونیستی بیکاران بود که متناوباً در شهر برگزار شد و در این میان می‌توان به اعتصاب کمپ رهایی و سفر به اوتاوا در ۱۹۳۵ اشاره کرد. آشوبگران کمونیست و حمایت‌کنندگان آن‌ها اعتصاب‌های بزرگی را در صنعت‌های دیگر نیز برگزار کردند که از بزرگترین آن‌ها می‌توان به اعتصاب اسکله در ۱۹۳۵ و ترتیب دادن بخش بزرگی از گردان مککنزی-پاپینو برای مبارزه با فاشیسم در جنگ داخلی اسپانیا به عنوان سهم غیررسمی کانادا در بریگادهای بین‌المللی اشاره کرد.

### جشن‌های شهری
ونکوور مکان جشن‌های بزرگ در ۱۹۳۶ برای تقویت روحیه شهروندی در اواسط کسادی بزرگ و همچنین جشن گرفتن سالگرد ونکوور بود. شهردار مک‌گیر جدال بزرگی را برای تنظیم جشن‌های پرخرج در زمانی که شهر در خطر ورشکستگی بود و کارگران شهری با کارمزدهای بسیار کاهش یافته کار می‌کردند، به راه انداخت. با وجود این، او از حمایت زیاد کسانی که با خوب بودن جشن برای موفقیت شهر موافق بودند، برخوردار بود. در حالی که بعضی از مخارج زیاد – مانند، چشمه زشت ایجاد شده در لاست لاگون استنلی پارک- به شدت نقد شد، مخارج دیگر مانند ساخت تالار شهر جدید (کنونی) در خیابان کمبی به شدت مورد استقبال مالی و عمومی قرار گرفت. جشن شهری بعدی در بازدید سال ۱۹۳۹ پادشاه به نشانه پایان کسادی بزرگ و شروع جنگ جهانی دیگر بر قرار شد.

## جنگ جهانی دوم
وقوع جنگ جهانی دوم موجب تغییرات عمده‌ای در ونکوور شد. واحدهای نظامی محلی اعضای جدیدی را به خدمت گرفتند و برای مثال کوهستان نشینان کانادای ونکوور به مدت چهار ماه گردانی در انگلستان داشتند و تا پایان جنگ در اروپا باقی‌ماندند. هنگ بریتیش کلمبیا، هنگ پانزدهم زمینی RCA، هنگ ششم مهندسی، گروه اکتشاف HMCD و بقیه نیروها در جنگ شرکت داشتند. مخارج زیاد دولت و به‌کارگیری نیروها در ارتش و کارخانه‌ها پس از کسادی بزرگ جان تازه‌ای به اقتصاد نیازمند ونکوور داد. در میان محصولات و سلاح‌های جنگی بسیار تولید شده در ونکوور می‌توان به کشتی مین‌جمع‌کن و رزم‌ناو توپخانه‌ای برای نیروی دریایی پادشاهی کانادا و تفنگ‌های ضد بمب‌افکن در برنابی و کارخانه هواپیمایی بویینگ در نزدیکی ریچموند که بخشی از بمب‌افکن B-29 را تولید می‌کرد، اشاره کرد. پدافند قدیمی بندر ونکوور با توپخانه ساحلی در پوینت‌گری (موزه انسان‌شناسی در بالای آن ساخته شده)، استنلی پارک، زیر پل لایونز گیت و پوینت اتکینسون تقویت شد. در ۱۹۴۲، چند ماه پس از حمله ژاپن به پرل هاربر، کانادایی‌های ژاپنی‌تبار از ساحل غربی اخراج شدند. در آمریکا نیز چنین رفتاری با ژاپنی‌ها شد. ژاپنی‌تبارها در مکان‌هایی مانند انبارهایی در هاستینگ پارک اسکان داده شدند و سپس دولت فدرال آن‌ها را در کمپ‌ها توقیف کرد که باعث ایجاد قانون محاسبات جنگ شد. به علت ترس از بمب‌گذاری و حمله با گاز سمی، در ۱۹۴۲ در ساحل غربی خاموشی کامل برقرارشد و به مدارس ماسک گاز داده شد. در حقیقت ژاپن به ساحل غربی حمله کرد. یک زیردریایی ژاپنی فانوس دریایی استوان پوینت را بمباران کرد و سربازان ژاپنی به جزایر اطراف آلاسکا حمله کردند و بمب‌های بالنی ژاپنی‌ها پروازکنان در جریان‌های هوایی اقیانوس آرام به جان جنگل‌ها و شهروندان کانادایی و آمریکایی می‌افتادند. بعضی از این بمب‌ها در نزدیکی ونکوور در رابرتز پوینت به زمین نشستند که وجود آن‌ها تا پایان جنگ همچون رازی پنهان شد.

## از ۱۹۵۰ تا کنون
CBUT قدیمی‌ترین شبکه تلویزیونی غرب کانادا در دسامبر ۱۹۵۳ شروع بکار کرد. پل اوک استریت که ونکوور را از طریق رود فریزر به ریچموند متصل می‌کرد در ۱۹۵۷ افتتاح شد. در حالی که پل‌های سکوند نروز و لایونز گیت به ترتیب از ۱۹۲۵ و ۱۹۳۸ اتصالی را نورث شور ایجاد کرده‌اند گذر یادواره آهنگران سکوند نروز در ۱۹۶۰ ایجاد شد. آخرین بقایای تراموای شهری بریتیش کلمبیا و سیستم ریلی درون‌شهری در ۱۹۵۸ پیاده شد.
دیگر پل مهم رود فریزر، پل پورت مان در سوری است که در ۱۹۶۴ افتتاح شد. دانشگاه انستیتو فناوری بریتیش کلمبیا در ۱۹۶۰ و دانشگاه سایمون فریزر در ۱۹۶۵ تأسیس شد. پردیس‌های اقماری در ونکوور دارند. ساکنان استارکونا که اغلب چینی هستند جنبشی اعتراضی را به رهبری ماری لی چان فعال اجتماعی ترتیب دادند و از ساخت آزادراهی که به انهدام محله می‌انجامید جلوگیری کردند. در ۱۹۶۷، محدوده منطقه‌ای ونکوور بزرگ‌تر تأسیس شد و گرینپیس یکی از موسسات بین‌المللی پیشرو در زمینه محیط زیست در ۱۹۷۱ در ونکوور تأسیس شد.
در ۱۹۶۸ مجلس کانادا جایزه‌ای ۳۵۰۰ دلاری را برای زنده کردن سنت باستانی دلقک شهر به یواخیم فویکیس از ونکوور داد. او در تمام جلسات شورای شهر با لباس کامل دلقک ظاهر می‌شد و با اشعار کودکانه سخن می‌گفت و معمولاً به بازدیدهای همگانی و مورد توجه قرار گرفتن ونکوور به صورت جهانی علاقه نشان می‌داد.
رشد پیوسته فرودگاه در سی آیلند موجب ساخت پل دیگری به نام آرتور لینگ در ۱۹۷۵ شد.
ایستگاه پاسیفیک سنترال به عنوان ایستگاه اصلی راه‌آهن در ۱۹۷۹ جایگزین ایستگاه واترفرانت شد که ایستگاه قدیمی‌تر ابتدا به پایانه اتوبوس دریایی و سپس، شش سال پس از آن، به ایستگاه مترو اسکای‌ترین تبدیل شد.. اولین ورزشگاه گنبدی کانادا در ۱۹۸۳ به نام ورزشگاه BC افتتاح شد. اسکای‌ترین و ورزشگاه بی‌سی پِلیس (جایگاه بریتیش کلمبیا) و همچنین موزه ساینس وورلد (موزه جهان دانش)، مرکز همایش‌های کانادا پِلیس (جایگاه کانادا) و میدان ملل برای اکسپو ۸۶ ساخته شد. این رویداد بین‌المللی مهم آخرین نمایشگاه جهانی برگزار شده در آمریکای شمالی بوده و با ۲۲۱۱۱۷۸ بیننده موفق در نظر گرفته شد.
از ۱۲ تا ۲۸ فوریه ۲۰۱۰ میلادی، المپیک زمستانی ۲۰۱۰ در شهر ونکوور که این رقابت‌ها ۹۲۵ میلیون دلار برای کشور کانادا هزینه دربرداشت. خط کانادالاین، ونکوور کانونشن سنتر (مرکز همایش‌های ونکوور)، بازسازی خیابان گرنویل، و برخی دیگر از امکانات ورزشی، اجتماعی و جاذبه‌های گردشگری ونکوور برای این رویداد ساخته و آماده‌سازی شد.